# Cato (villa)
Cato es una villa ubicada en el condado de Cayuga en el estado estadounidense de Nueva York. En el año 2000 tenía una población de 601 habitantes y una densidad poblacional de 235 personas por km².

## Geografía
Cato se encuentra ubicada en las coordenadas 43°10′7″N 76°34′25″O / 43.16861, -76.57361.

## Demografía
Según la Oficina del Censo en 2000 los ingresos medios por hogar en la localidad eran de $35,938, y los ingresos medios por familia eran $49,219. Los hombres tenían unos ingresos medios de $37,303 frente a los $26,250 para las mujeres. La renta per cápita para la localidad era de $17,511. Alrededor del 6.9% de la población estaban por debajo del umbral de pobreza.